# Liste der Kulturdenkmäler in Erzenhausen
In der Liste der Kulturdenkmäler in Erzenhausen sind alle Kulturdenkmäler der rheinland-pfälzischen Ortsgemeinde Erzenhausen aufgeführt. Grundlage ist die Denkmalliste des Landes Rheinland-Pfalz (Stand: 21. Juli 2023).

## Einzeldenkmäler
| Bezeichnung | Lage               | Baujahr    | Beschreibung                                                     | Bild            |
| ----------- | ------------------ | ---------- | ---------------------------------------------------------------- | --------------- |
| Hofanlage   | Schulstraße 3 Lage | 1807       | Einfirstanlage mit Torbogen, bezeichnet 1807, im Kern wohl älter | Fotos hochladen |
| Schulhaus   | Schulstraße 9 Lage | um 1830/40 | ehemalige Schule; spätklassizistischer Putzbau, um 1830/40       | Fotos hochladen |